# Centro de Estudios Técnicos de Automoción
El Centro de Estudios Técnicos de Automoción, también conocido como CETA, fue un centro de investigación localizado en Madrid dedicado a la experimentación en el sector automotor. Tuvo su sede en la calle Padilla de la misma ciudad. Su director fue el ingeniero Wifredo Ricart, el cual fue contratado por Juan Antonio Suanzes, a la sazón ministro de Industria y Comercio. Fue fundado en el año 1946 y se mantuvo en activo hasta finales de los años 1960. Su primer encargo era el de realizar un plan con la estrategia a seguir para la motorización del país, en aquellos años muy endeble por los estragos causados por la guerra civil española. Debido a este mismo proyecto el INI forzó la venta de la Hispano-Suiza, instalada en Barcelona en el sitio que ocupa el parque de la Pegaso, porque lo consideraba imprescindible para el desarrollo del Plan de Industrialización, y se fundaron la Empresa Nacional de Autocamiones, S.A. (ENASA) y la Sociedad Española de Automóviles de Turismo (SEAT).